# اريك ألين
اريك ألين (بالإنجليزية: Eric Allen)‏ هو لاعب كرة قدم أمريكية أمريكي، ولد في 22 نوفمبر 1965 في سان دييغو في الولايات المتحدة.

## وصلات خارجية
- اريك ألين على موقع إي إس بي إن.كوم (أن.أف.أل)3
- اريك ألين على موقع مرجع كرة القدم المحترفة.كوم (الإنجليزية)